# 長町車站
長町車站（日语：／ Nagamachi eki */?）是一由東日本旅客鐵道（JR東日本）與仙台市交通局所共用的鐵路車站，位於日本宮城縣仙台市太白區，其中JR東日本所屬的站區位於長町5丁目，市地下鐵的車站則位於3、5丁目之間的地底，位於新市鎮再造計畫「Asuto長町」（あすと長町，長町副都心的一部份）的範圍之內。長町車站是JR東日本東北本線沿線的車站，但在實際運務上包括JR東日本常磐線上的列車，與仙台機場鐵道及JR東日本聯營的仙台機場Access線的列車都會途經本站。長町車站是JR東日本仙台分社管轄範圍內的車站之一，根據JR系統的特定都區市內制度，屬於「仙台市內」的範圍。除了一般鐵路外，長町也是仙台市交通局所經營的仙台市地下鐵南北線沿線之車站，車站位於與JR長町車站西側、與其平行的市區道路底下。
JR長町車站設站的起源，最早可以回溯到日清戰爭（中日甲午戰爭）時期，由於當時的陸軍第2師團的本部就設在仙台城二之丸境內，為了軍事需要而設置軍用停車場。
除了目前的JR東日本與仙台市地下鐵外，在過去長町車站還有包括秋保電氣軌道（原名「秋保石材軌道」，1961年廢線）、仙台市電長町線（1976年廢線）在內，其他不同的鐵路系統通過。

## 車站結構

### JR東日本
島式月台1面2線的高架車站。

#### 月台配置
| 月台 | 路線                                         | 方向 | 目的地           |
| ---- | -------------------------------------------- | ---- | ---------------- |
| 1    | ■東北本線 （包括■常磐線、■仙台機場Access線） | 下行 | 仙台、小牛田方向 |
| 2    | ■東北本線                                    | 上行 | 白石、福島方向   |
| 2    | ■常磐線                                      | 上行 | 亘理、濱吉田方向 |
| 2    | ■仙台機場Access線                            | 上行 | 仙台機場方向     |

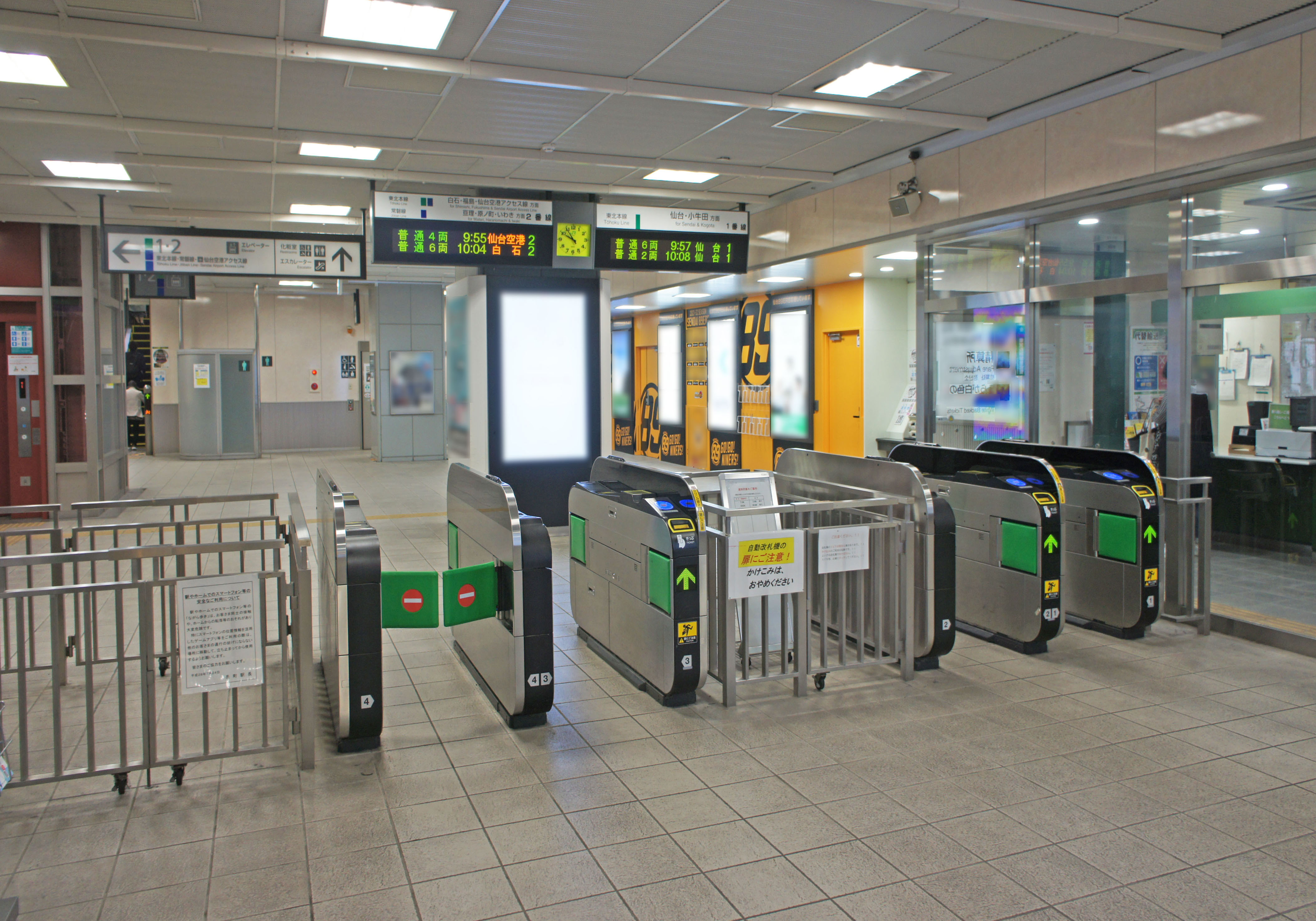
檢票口（2022年4月）
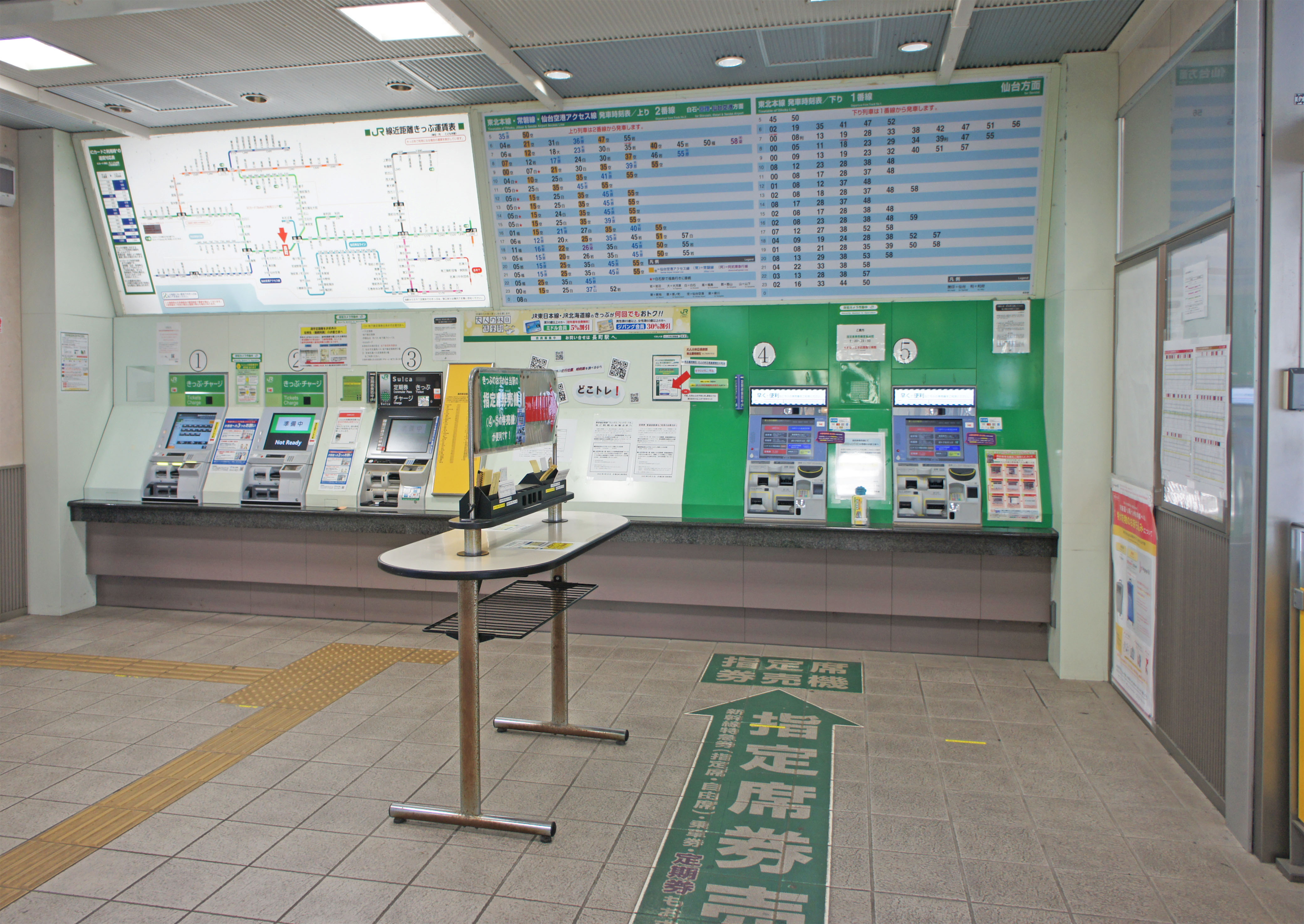
自動售票機（2022年4月）
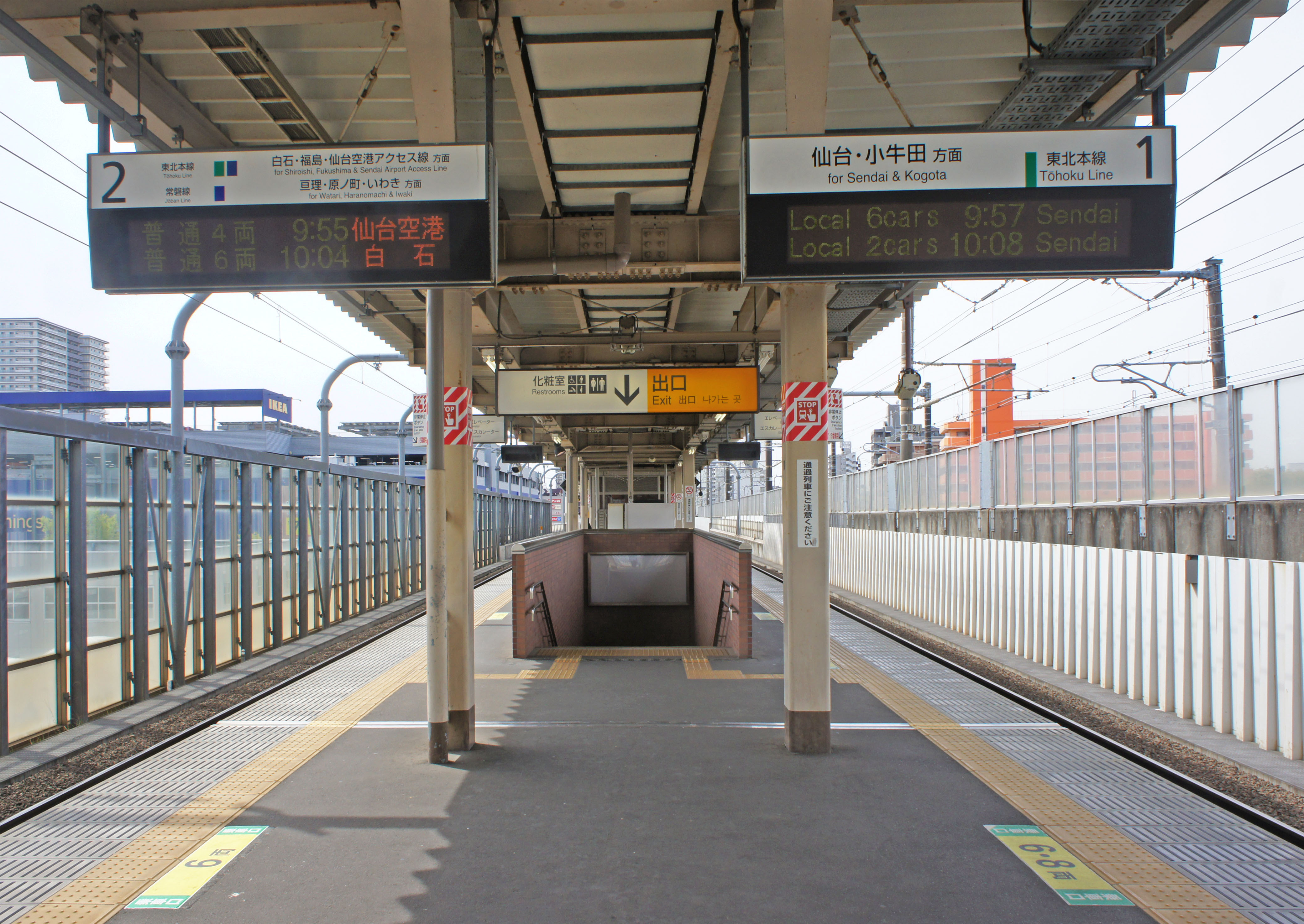
月台（2022年4月）

### 仙台市地下鐵
東日本旅客鐵道車站西側並行的市道下方位置。島式月台1面2線的地下車站。副站名為「IKEA（イケア）前」（直至令和2年3月31日）。
地下1樓為大堂，地下2樓為月台。出入口共4個。

#### 月台配置
| 月台 | 路線     | 目的地           |
| ---- | -------- | ---------------- |
| 1    | ■ 南北線 | 富澤方向         |
| 2    | ■ 南北線 | 仙台、泉中央方向 |

## 使用情況
1日平均乘客人數如下。
- JR東日本
 2015年度的1日平均乘客人數為8,506人。
  - 宮城縣內的JR車站為繼仙台站、青葉通站、名取站、南仙台站第5位。
- 仙台市地下鐵
2014年度1日平均乘客人數為6,724人[1]。

| 乘客人數推移 | 乘客人數推移 | 乘客人數推移 |
| 年度         | JR東日本     | 仙台市地下鐵 |
| ------------ | ------------ | ------------ |
| 2000         | 5,645        | 5,998        |
| 2001         | 5,683        | 5,980        |
| 2002         | 5,685        | 5,834        |
| 2003         | 5,699        | 5,758        |
| 2004         | 5,889        | 5,765        |
| 2005         | 6,021        | 5,706        |
| 2006         | 6,050        | 5,607        |
| 2007         | 5,968        | 5,277        |
| 2008         | 6,403        | 5,412        |
| 2009         | 6,562        | 5,297        |
| 2010         | 6,379        | 5,639        |
| 2011         | 6,193        | 5,888        |
| 2012         | 7,006        | 6,188        |
| 2013         | 7,673        | 6,495        |
| 2014         | 7,991        | 6,724        |
| 2015         | 8,506        |              |

## 相鄰車站
東日本旅客鐵道
■東北本線、■常磐線、■仙台機場Access線
□快速「仙台城市快速」
南仙台－長町－仙台
□快速（仙台機場Access線）
通過
■普通
太子堂－長町－仙台
東北本線貨物支線（宮城野貨物線、無旅客運行）
長町－仙台貨物總站
※貨物列車自此站往北分支往仙台貨物總站。
 仙台市交通局（仙台市地下鐵）
■ 南北線
長町一丁目（N-14）－長町（N-15）－長町南（N-16）

## 外部連結
- （日語）長町車站（JR東日本） （页面存档备份，存于）
- （日語）N15長町（仙台市交通局官方網站） （页面存档备份，存于）